# Матчи мужской сборной России по волейболу 1994
В сезоне 1994 года сборная России провалила оба турнира, в которых принимала участие. Команда Виктора Радина заняла 6-е место в розыгрыше Мировой лиги и 7-е на чемпионате мира.

## Матчи
Преодолев интерконтинентальный раунд Мировой лиги, российские волейболисты проиграли оба матча финального турнира и не смогли выйти в полуфинал.
Неудача постигла сборную и на чемпионате мира, где она была вынуждена выступать без двух основных доигровщиков — Андрея Кузнецова и Павла Шишкина. Поражение от греков на групповом этапе вывело сборную России в 1/4 финала на будущих чемпионов мира — Италию. Матч с самого начала пошёл под диктовку «Скуадры Адзурры», позволившей россиянам в стартовом сете набрать первое очко только при счёте 0:12, а затем с крупным счётом выигравшую третью и четвёртую партии.

### Мировая лига. Интерконтинентальный раунд
| № 1(33) | 7.05.1994 Осака                                 | Япония — Россия — 0:3 (12:15, 6:15, 7:15)        | Группа А |
| Япония: ??? Россия: Евгений Красильников, Олег Шатунов, Руслан Олихвер, Дмитрий Фомин, Павел Шишкин, Андрей Кузнецов. Выход на замену: Константин Ушаков. Юрий Чередник |                                                 |                                                  |          |
| № 2(34) | 8.05.1994 Осака                                 | Япония — Россия — 3:1 (14:16, 16:14, 15:7, 15:8) | Группа А |
| Япония: ??? Россия: Евгений Красильников, Олег Шатунов, Руслан Олихвер, Дмитрий Фомин, Павел Шишкин, Андрей Кузнецов. Выход на замену: Константин Ушаков, Юрий Чередник |                                                 |                                                  |          |
| № 3(35) | 14.05.1994 Шанхай                               | Китай — Россия — 0:3 (7:15, 13:15, 9:15)         | Группа А |
| Китай: ??? Россия: Евгений Красильников, Сергей Орленко, Руслан Олихвер, Дмитрий Фомин, Павел Шишкин, Андрей Кузнецов. Выход на замену: Константин Ушаков. Юрий Чередник |                                                 |                                                  |          |
| № 4(36) | 15.05.1994 Шанхай                               | Китай — Россия — 0:3 (12:15, 6:15, 10:15)        | Группа А |
| Китай: ??? Россия: Евгений Красильников, Сергей Орленко, Руслан Олихвер, Дмитрий Фомин, Павел Шишкин, Андрей Кузнецов. Выход на замену: Константин Ушаков, Юрий Чередник |                                                 |                                                  |          |
| № 5(37) | 21.05.1994 Москва. ДС «Динамо». 3500 зрителей   | Россия — Япония — 3:0 (15:12, 15:13, 15:8)       | Группа А |
| Россия: Евгений Красильников, Олег Шатунов, Дмитрий Фомин, Павел Шишкин, Руслан Олихвер, Андрей Кузнецов. Выход на замену: Константин Ушаков, Юрий Чередник, Илья Савельев. Япония: Хацуюки Минами, Норико Мацуда, Масаюки Идзумикава, Хидэюки Отакэ, Норихико Миядзаки, Хидэаки Кобаяси. Выход на замену: Сигэру Аояма, Таити Сасаки, Юти Накагаити.                                                               |                                                 |                                                  |          |
| № 6(38) | 22.05.1994 Москва. ДС «Динамо». 3000 зрителей   | Россия — Япония — 3:0 (15:11, 15:10, 15:3)       | Группа А |
| Россия: Евгений Красильников, Олег Шатунов, Дмитрий Фомин, Илья Савельев, Руслан Олихвер, Андрей Кузнецов. Выход на замену: Константин Ушаков, Сергей Орленко, Валерий Горюшев. Япония: Сигэру Аояма, Масаюки Идзумикава, Хацуюки Минами, Норико Мацуда, Масафуми Оура, Хидэюки Отакэ. Выход на замену: Юти Накагаити, Такаси Нарита, Ацуси Кобаяси.                                                                |                                                 |                                                  |          |
| № 7(39) | 28.05.1994 Москва. ДС «Динамо». 4500 зрителей   | Россия — Италия — 3:1 (15:10, 11:15, 15:4, 15:7) | Группа А |
| Россия: Евгений Красильников, Олег Шатунов, Дмитрий Фомин, Павел Шишкин, Руслан Олихвер, Андрей Кузнецов. Выход на замену: Константин Ушаков, Юрий Чередник, Валерий Горюшев, Станислав Шевченко. Италия: Марко Мартинелли, Паоло Тофоли, Лука Кантагалли, Паскуале Гравина, Марко Браччи, Лоренцо Бернарди. Выход на замену: Джакомо Джиретто, Фердинандо Де Джорджи, Самуэле Папи, Марио Фангареджи.              |                                                 |                                                  |          |
| № 8(40) | 29.05.1994 Москва. ДС «Динамо». 4500 зрителей   | Россия — Италия — 3:0 (15:13, 15:7, 15:13)       | Группа А |
| Россия: Андрей Кузнецов, Евгений Красильников, Олег Шатунов, Дмитрий Фомин, Павел Шишкин, Руслан Олихвер. Выход на замену: Константин Ушаков, Юрий Чередник, Илья Савельев, Сергей Орленко. Италия: Паоло Тофоли, Лука Кантагалли, Паскуале Гравина, Марко Браччи, Лоренцо Бернарди, Марко Мартинелли. Выход на замену: Джакомо Джиретто, Фердинандо Де Джорджи, Дамьяно Пиппи.                                     |                                                 |                                                  |          |
| № 9(41) | 3.06.1994 Болонья. Дворец спорта. 4500 зрителей | Италия — Россия — 1:3 (5:15, 13:15, 15:5, 12:15) | Группа А |
| Италия: Паоло Тофоли, Лука Кантагалли, Паскуале Гравина, Марко Браччи, Лоренцо Бернарди, Андреа Джани. Выход на замену: Фердинандо Де Джорджи, Самуэле Папи, Дамьяно Пиппи, Марко Мартинелли, Андреа Сарторетти. Россия: Евгений Красильников, Олег Шатунов, Дмитрий Фомин, Павел Шишкин, Руслан Олихвер, Андрей Кузнецов. Выход на замену: Константин Ушаков, Сергей Орленко, Валерий Горюшев, Станислав Шевченко. |                                                 |                                                  |          |
| № 10(42) | 4.06.1994 Парма. Дворец спорта. 3300 зрителей   | Италия — Россия — 3:0 (15:7, 15:11, 15:5)        | Группа А |
| Италия: Паоло Тофоли, Лука Кантагалли, Паскуале Гравина, Марко Браччи, Лоренцо Бернарди, Андреа Джани. Выход на замену: Фердинандо Де Джорджи, Дамьяно Пиппи, Марко Мартинелли, Андреа Сарторетти. Россия: Евгений Красильников, Олег Шатунов, Дмитрий Фомин, Павел Шишкин, Руслан Олихвер, Андрей Кузнецов. Выход на замену: Константин Ушаков, Сергей Орленко, Валерий Горюшев, Станислав Шевченко.               |                                                 |                                                  |          |
| № 11(43) | 11.06.1994 Москва. ДС «Динамо». 2300 зрителей   | Россия — Китай — 3:0 (15:6, 15:9, 15:8)          | Группа А |
| Россия: Андрей Кузнецов, Евгений Красильников, Олег Шатунов, Дмитрий Фомин, Павел Шишкин, Руслан Олихвер. Выход на замену: Константин Ушаков, Сергей Орленко, Валерий Горюшев, Станислав Шевченко. Китай: Хоу Цзин, Чжан Сян, Ли Хайюнь, Янь Фэн, Чжан Лимин, Чжэн Лян. Выход на замену: Чэнь Фэн, Чжан Ди, Ли Му, Лю Вэйчжун.                                                                                      |                                                 |                                                  |          |
| № 12(44) | 12.06.1994 Москва. ДС «Динамо». 2100 зрителей   | Россия — Китай — 3:0 (15:5, 15:9, 15:6)          | Группа А |
| Россия: Евгений Красильников, Олег Шатунов, Дмитрий Фомин, Павел Шишкин, Руслан Олихвер, Валерий Горюшев. Выход на замену: Константин Ушаков, Сергей Орленко, Станислав Шевченко. Китай: Хоу Цзин, Чжан Сян, Ли Хайюнь, Янь Фэн, Чэнь Фэн, Чжэн Лян. Выход на замену: Чжан Лимин, Чжан Ди, Ли Му. |                                                 |                                                  |          |

### Мировая лига. «Финал шести»
| № 13(45) | 26.07.1994 Кунео. «Паласпорт». 3156 зрителей   | Россия — Куба — 2:3 (15:10, 15:9, 9:15, 5:15, 12:15) |
| Россия: Илья Савельев, Евгений Красильников, Олег Шатунов, Валерий Горюшев, Павел Шишкин, Руслан Олихвер. Выход на замену: Евгений Митьков, Сергей Орленко, Станислав Шевченко, Дмитрий Фомин. Куба: Рауль Диаго, Иосвани Эрнандес, Родольфо Санчес, Алексис Батте, Освальдо Эрнандес, Абель Сармьентос. Выход на замену: Хоэль Деспайн, Рикардо Вантес, Николас Вивес, Идальберто Вальдес. |                                                |                                                      |
| № 14(46) | 28.07.1994 Турин. «Паларуффини». 1000 зрителей | Россия — Болгария — 0:3 (13:15, 8:15, 6:15)          |
| Россия: Евгений Красильников, Олег Шатунов, Валерий Горюшев, Павел Шишкин, Руслан Олихвер, Илья Савельев. Выход на замену: Евгений Митьков, Сергей Орленко, Константин Ушаков, Станислав Шевченко. Болгария: Николай Иванов, Людмил Найденов, Николай Желязков, Любомир Ганев, Мартин Стоев, Димо Тонев. Выход на замену: Найден Найденов.                                                  |                                                |                                                      |

### Чемпионат мира
| № 15(47) | 29.09.1994 Афины                                      | Россия — Алжир — 3:0 (15:10, 15:6, 15:3)                  | Группа А                  |
| Россия: Евгений Красильников, Дмитрий Фомин, Евгений Митьков, Олег Шатунов, Руслан Олихвер, Илья Савельев. Выход на замену: Валерий Горюшев, Сергей Орленко, Юрий Чередник, Константин Ушаков, Станислав Шевченко. Алжир: ??? |                                                       |                                                           |                           |
| № 16(48) | 30.09.1994 Афины                                      | Россия — Канада — 3:2 (10:15, 17:16, 12:15, 15:11, 17:15) | Группа А                  |
| Россия: Евгений Красильников, Дмитрий Фомин, Евгений Митьков, Олег Шатунов, Руслан Олихвер, Илья Савельев. Выход на замену: Валерий Горюшев, Сергей Орленко, Юрий Чередник, Константин Ушаков, Станислав Шевченко. Канада: ??? |                                                       |                                                           |                           |
| № 17(49) | 1.10.1994 Афины. Дворец мира и дружбы. 15000 зрителей | Греция — Россия — 3:2 (8:15, 15:13, 4:15, 15:12, 15:13)   | Группа А                  |
| Греция: Танассис Мустакидис, Николас Самарас, Теодорос Хатзиантониу, Антониос Цакиропулос, Мариос Гиурдас, Андреас Теодоридис. Выход на замену: Атанассис Пануссос, Димитриос Андреопулос, Георгиос Драковиц, Сотирис Амарианакис, Георгиос Спанос. Россия: Константин Ушаков, Олег Шатунов, Дмитрий Фомин, Евгений Митьков, Руслан Олихвер, Илья Савельев. Выход на замену: Евгений Красильников, Валерий Горюшев, Сергей Орленко, Юрий Чередник, Станислав Шевченко. |                                                       |                                                           |                           |
| № 18(50) | 4.10.1994 Афины. Дворец мира и дружбы. 400 зрителей   | Германия — Россия — 0:3 (3:15, 9:15, 14:16)               | 1/8 финала                |
| Германия: Михаэль Дорнхайм, Вольфганг Кук, Богдан Яловецки, Хольгер Клайнбуб, Рене Хехт, Роберт Дельниц. Выход на замену: Рональд Триллер, Франк Штюцке, Марко Лифке. Россия: Константин Ушаков, Олег Шатунов, Дмитрий Фомин, Юрий Чередник, Руслан Олихвер, Илья Савельев. Выход на замену: Валерий Горюшев, Евгений Митьков. |                                                       |                                                           |                           |
| № 19(51) | 6.10.1994 Афины. Дворец мира и дружбы. 3000 зрителей  | Италия — Россия — 3:1 (15:4, 16:17, 15:3, 15:5)           | 1/4 финала                |
| Италия: Андреа Гардини, Паоло Тофоли, Лоренцо Бернарди, Андреа Дзордзи, Самуэле Папи, Андреа Джани. Выход на замену: Марко Браччи, Лука Кантагалли, Дамьяно Пиппи, Джакомо Джиретто. Россия: Константин Ушаков, Олег Шатунов, Дмитрий Фомин, Юрий Чередник, Руслан Олихвер, Илья Савельев. Выход на замену: Евгений Митьков, Евгений Красильников, Сергей Орленко, Валерий Горюшев.                                                                                    |                                                       |                                                           |                           |
| № 20(52) | 7.10.1994 Афины. Дворец мира и дружбы. 1200 зрителей  | Россия — Бразилия — 0:3 (5:15, 12:15, 5:15)               | Утешительный за 5-8 места |
| Россия: Илья Савельев, Константин Ушаков, Олег Шатунов, Дмитрий Фомин, Евгений Митьков, Руслан Олихвер. Выход на замену: Станислав Шевченко, Юрий Чередник, Евгений Красильников, Валерий Горюшев. Бразилия: Маурисио Лима, Кид, Макс, Марсело Неграо, Джовани Гавио, Дуглас. Выход на замену: Джилсон, Леонардо. |                                                       |                                                           |                           |
| № 21(53) | 8.10.1994 Афины. Дворец мира и дружбы. 550 зрителей   | Россия — Корея — 3:0 (15:11, 15:3, 15:4)                  | Утешительный за 7 место   |
| Россия: Евгений Красильников, Олег Шатунов, Дмитрий Фомин, Руслан Олихвер, Евгений Митьков, Валерий Горюшев. Выход на замену: Юрий Чередник, Константин Ушаков. Корея: ??? |                                                       |                                                           |                           |

## Состав
В 1994 году в составе сборной России в официальных турнирах играло 13 волейболистов. Дебютировали в составе сборной 2 игрока — Валерий Горюшев и Станислав Шевченко.
В скобках указано число матчей, проведённых в стартовом составе
|    | Игрок                | Год рождения | Амплуа       | Клуб                                          | Турниры и игры | Турниры и игры | Всего матчей |
| МЛ | Игрок                | Год рождения | Амплуа       | Клуб                                          | ЧМ             |                | Всего матчей |
| -- | -------------------- | ------------ | ------------ | --------------------------------------------- | -------------- | -------------- | ------------ |
| 1  | Евгений Красильников | 1965         | связующий    | «Халкбанк» Анкара «Левша» Тула                | 14 (14)        | 6 (3)          | 20 (17)      |
| 2  | Руслан Олихвер       | 1969         | блокирующий  | «Модена»                                      | 14 (14)        | 7 (7)          | 21 (21)      |
| 3  | Дмитрий Фомин        | 1968         | диагональный | «Равенна»                                     | 13 (12)        | 7 (7)          | 20 (19)      |
| 4  | Андрей Кузнецов      | 1966         | доигровщик   | «Джоя-дель-Колле» «Куатро Торри» Феррара      | 11 (11)        |                | 11 (11)      |
| 5  | Олег Шатунов         | 1967         | блокирующий  | «Альпитур» Кунео                              | 12 (12)        | 7 (7)          | 19 (19)      |
| 6  | Валерий Горюшев      | 1973         | доигровщик   | «Динамо» Московская область «Искра» Одинцово  | 10 (3)         | 7 (1)          | 17 (4)       |
| 7  | Сергей Орленко       | 1971         | блокирующий  | ЦСКА                                          | 11 (2)         | 4              | 15 (2)       |
| 8  | Илья Савельев        | 1971         | доигровщик   | ЦСКА «Парма»                                  | 6 (3)          | 6 (6)          | 12 (9)       |
| 9  | Павел Шишкин         | 1970         | доигровщик   | «Дзинелла» Болонья                            | 13 (13)        |                | 13 (13)      |
| 10 | Юрий Чередник        | 1966         | диагональный | «Лубе» Мачерата                               | 7              | 7 (2)          | 14 (2)       |
| 11 | Константин Ушаков    | 1970         | связующий    | ЦСКА                                          | 13             | 7 (4)          | 20 (4)       |
| 12 | Станислав Шевченко   | 1970         | доигровщик   | ЦСКА                                          | 10             | 4              | 14           |
| 13 | Евгений Митьков      | 1972         | доигровщик   | «Север» Новосибирск «Джапан Табакко» Хиросима | 2              | 7 (5)          | 9 (5)        |

- Главный тренер — Виктор Радин
- Тренер — Юрий Фураев

## Факты и статистика
- Вопреки обычной практике в расположении сборная России на чемпионате мира оказалось не 12, а 11 игроков. До последнего момента тренеры сборной рассчитывали на Андрея Кузнецова, однако снова выйти на площадку долгое время не тренировавшемуся из-за травмы капитану сборной не довелось. Поскольку Кузнецов был включён в официальную заявку и прошёл аккредитацию, заменить его было невозможно.
- Всего в сезоне 1994 года сборная России провела 21 официальный матч против команд 11 стран, в которых одержала 14 побед, проиграв 7 при соотношении партий 48:25.

| Турнир                                   | И  | В  | П | С/П   | Место |
| ---------------------------------------- | -- | -- | - | ----- | ----- |
| Мировая лига. Интерконтинентальный раунд | 12 | 10 | 2 | 31:8  | 1 гр. |
| Мировая лига. «Финал шести»              | 2  | 0  | 2 | 2:6   | 6     |
| Чемпионат мира 1994                      | 7  | 4  | 3 | 15:11 | 7     |